# Gaston du Fresne de Beaucourt
Gaston du Fresne de Beaucourt , né le 7 juin 1833 à Paris et mort le 22 août 1902 au château de Morainville à Mesnil sur Blangy (Calvados), est un historien français.

## Biographie
Gaston du Fresne de Beaucourt, est le fils d'Edmond du Fresne de Beaucourt, officier, et d'Emma Estièvre de Trémauville. 
D'origine picarde (Amiens), sa famille paternelle est la même que celle de l'érudit du XVIIe siècle, Charles du Fresne du Cange. Elle a été anoblie par la mort en charge d'Alexandre Dufresne (1692-1763), conseiller-secrétaire du Roi en la Grande Chancellerie, père de Charles du Fresne, maintenu noble par lettres patentes du 7 mai 1785,. Par les femmes Gaston de Beaucourt est l'arrière petit fils de Bon Albert Briois de Beaumetz, président du Conseil provincial d'Artois, député à l'assemblée constituante, et le descendant du banquier Georges Tobie de Thelusson.
Il est le premier de sa famille à être connu sous le titre de « marquis de Beaucourt ».

### Mariage et descendance
Gaston de Beaucourt épouse à Saint-Léger-de-Rôtes (Eure), les 30 et 31 août 1854, Edith Cardon de Montigny (1835-1906), fille de Jules Cardon, baron de Montigny, magistrat et député, et de Stéphanie Asselin de Villequier. Elle lui apporte le château de La Mésangère.
De ce mariage sont issus :
- Edmond du Fresne de Beaucourt, saint-cyrien, chef de bataillon, chevalier de la Légion d'honneur (1855-1924), marié en 1881 avec Louise Arnois de Captot, dont postérité ;
- Louis du Fresne de Beaucourt (1856-1920), marié en 1886 avec Bérangère de Bosredont, dont une fille sans enfant ;
- Henri du Fresne de Beaucourt, religieux jésuite, (1858-1915) ;
- Jean du Fresne de Beaucourt (1860-1884) ;
- Emma du Fresne de Beaucourt (1862-1875) ;
- Élisabeth du Fresne de Beaucourt, religieuse (1864-1925) ;
- Charles du Fresne de Beaucourt, prêtre, (1868-1904).

### Un historien
Gaston de Beaucourt suit, en auditeur libre, les cours de l'École des Chartes. 
Ses recherches comme historien portent, en grande partie, sur l'époque du roi Charles VII, à la vie duquel il consacre une Histoire en six volumes, son principal ouvrage. Cette publication fait suite à un différend avec Henri Martin, dont il n'admettait pas le parti-pris de dénigrement à l'égard de Charles VII . 
La parution des six volumes de cet ouvrage s'étale sur dix ans et lui vaut de recevoir, à deux reprises, le prix Gobert de l'Académie des Inscriptions et Belles lettres.

### Un animateur
Gaston de Beaucourt crée ou contribue à créer plusieurs organismes et périodiques savants d'inspiration catholique :

#### LePolybiblion
En 1868, il crée la Société Bibliographique, qui entreprend, en février 1868, la publication de la revue Polybiblion, revue bibliographique universelle d'inspiration chrétienne, rendant compte des ouvrages en tous genres parus dans le monde entier. Cette revue ambitionnait "d'unir la Science et la Foi dans un commun accord", de "propager la Foi par la Science".  
La revue Polybiblion publiait chaque année deux (de 1868 à 1874) puis trois (de 1874 à 1899) volumes comprenant plusieurs centaines de pages chacun, deux pour la partie littéraire, un pour la partie technique. La partie littéraire comprenait les romans, contes et nouvelles parus dans l'année avec pour chacun une étude critique. La partie technique comprenait la Théologie, la Jurisprudence, les Sciences et les Arts, les Belles-Lettres, l'Histoire, les Périodiques français et étrangers. Chaque article était signé et une table des auteurs figurait à la fin de chaque volume.  
La revue Polybiblion a longtemps survécu à son créateur, faisant paraître au total 195 tomes, jusqu'en 1939 . Les seize premières années de parution en sont consultables sur Gallica.  

#### Autres organismes
La Société Bibliographique fusionne en 1878 avec la Société des Publications Populaires, créée par le vicomte de Melun et le comte de Moustier, ce qui favorise son développement. 
En 1866, il fonde la Revue des Questions Historiques, dont la tenue attire les publications de nombreux autres érudits. Il la dirige jusqu'à sa mort et elle paraît jusqu'en 1939.  
Gaston de Beaucourt crée ou contribue à créer, en 1890, la Société d'Histoire contemporaine, dont il fut vice-président.
Il organise périodiquement les Conférences d'études historiques, les Bibliothèques sacerdotales, des Congrès bibliographiques internationaux.
Durant l'année 1882, il préside la Société de l'Histoire de France. En 1883, la Société de l'Histoire de Normandie lui confère le titre de président d'honneur .
Il était membre de la Société des Antiquaires de Picardie, de la Société des Antiquaires de Normandie, de l'Association normande, de la Société d'Histoire diplomatique
Légitimiste, il appartient, sous le second empire au service d'honneur du comte de Chambord et publie, après la guerre de 1870, deux ouvrages, largement diffusés, en faveur du même « comte de Chambord »  .

## Principales œuvres
- Le Règne de Charles VII d'après M. Henri Martin et d'après les sources contemporaines, 1 vol. grand in 8°, 1856, Paris, Durand, 116 p.
- Un dernier mot à M. Henri Martin, 1 vol. grand in 8°, 1857, Paris, Durand, 60 p.
- Charles VII et Louis XI d'après Thomas Basin, 1 vol. in 8°, 1860, Paris, Durand, 32 p. ;
- Étude sur Madame Elisabeth d'après sa correspondance, suivie de lettres inédites et autres documents, 1 vol. grand in 8°, 1864, Paris, Auguste Aubry, VII+120 pp. ;
- Notice généalogique sur la Famille du Fresne, 1 vol. in 8°, 1865, Paris, au Bureau du Cabinet Historique, 28 p. (ouvrage publié sans nom d'auteur) ;
- Le Caractère de Louis XV, 1 vol. grand in 8°, 1867, Paris, Victor Palmé, 123 p. (tiré à part de la Revue des Questions Historiques) ;
- Colbert d'après sa correspondance, 1 vol. grand in 8°, 1869, Paris, Victor Palmé, 56 p. (tiré à part de la Revue des Questions Historiques) ;
- Les Chartier, Recherches sur Guillaume, Alain et Jean Chartier, 1869, Caen, Le Blanc Hardel, 1 vol. in 4°, 60 p. (tiré à part des Mémoires de la Société des Antiquaires de Normandie, tome 28) ;
- Etude critique sur les lettres de Madame Elisabeth, 1869, Paris, librairie Victor Palmé, 71 pages[8] (extrait de la Revue des Questions historiques)
- A tous les hommes de bonne foi, Monarchie et République, 1871, 1 vol. in 12°, Paris, Victor Palmé & Versailles, Bernard, 34 p.[9] ;
- Henri V et la Monarchie traditionnelle, 1 vol. in 12°, 1871, Toulouse, imprimerie L. Hébrail, chez tous les libraires, 117 p. (ouvrage publié sans nom d'auteur)[10]
- Lettre à M. Henri Martin, 1871, Versailles, Beau & Bernard, 15 pages[11]
- Chronique de Mathieu d'Escouchy, 3 vol. in 8°, 1873-1874, Paris, veuve Renouard, (publication de la Société de l'Histoire de France) ;
- Histoire de Charles VII, 6 volumes in 8°, 1881-1891, Paris, Société Bibliographique, tome 1[12], tome 2[13], tome 3[14] ; tome 4[15], tome 5[16], tome 6[17] ;
- Captivité et derniers moments de Louis XVI, récits originaux et documents officiels, 2 volumes in 8°, 1892, Paris, Picard, LXVII+400- 414 pp. tome 2[18] ;

- (avec Maxime de La Rocheterie) Lettres de Marie-Antoinette, Recueil des lettres authentiques de la Reine, 2 vol. in 8°, 1895-1896, Paris, Picard, 718-718 pp..

## Sources
- Dictionnaire Biographique de l'Eure, 1894, Paris, Henri Jouve, non paginé.
- Geoffroy de Grandmaison, Le marquis de Beaucourt, dans le journal "L'Univers et le Monde" du mardi 9 septembre 1902.
- Aymer de La Chevalerie, Le marquis de Beaucourt, dans, le journal "La Vérité Française" du mercredi 27 août 1902.
- Dictionnaire de Biographie Française, tome 5, 1951, Paris, Letouzey, col. 1064 .